# Anthus (Geschirrwart)
Anthus war ein antiker römischer Geschirrwart.
Anthus ist heute nur noch aufgrund einer in das erste oder zweite Jahrhundert zu datierenden Grabinschrift bekannt, die in Sorrent, dem antiken Surrentum gefunden wurde. Diese besagt, dass Anthus der Verantwortliche für das Corinthium aes, also der Geschirrwart, des römischen Kaiserhauses war. Als solcher war er für wertvolle Gerätschaften und Gefäße des Kaiserhauses verantwortlich. Die Grabinschrift, die er für sich selbst und seine Angehörigen setzen ließ, wurde früher falsch interpretiert und Anthus als Toreut (Metallarbeiter) missinterpretiert. Die Inschrift lautet:

“Anthus Aug / a Corinthis / sibi et suis”

„Anthus Aug(ustalis) / a(ugur) Corinthis / sibi et suis“

„Anthus, kaiserlicher / Beschauer des Korinthisches Erzes / für sich und die seinen“

## Einzelbelege
1. ↑  CIL 10, 692

| Personendaten    | Personendaten                              |
| ---------------- | ------------------------------------------ |
| NAME             | Anthus                                     |
| KURZBESCHREIBUNG | antiker römischer Geschirrwart             |
| GEBURTSDATUM     | 1. Jahrhundert v. Chr. oder 1. Jahrhundert |
| STERBEDATUM      | 1. Jahrhundert oder 2. Jahrhundert         |
| STERBEORT        | unsicher: Sorrent                          |